# Световна организация по туризъм
Световната организация по туризъм (СОТ) е специализирана агенция на Организацията на обединените нации и водещата международна организация в областта на туризма. В СОТ членуват 155 страни, 7 територии и над 400 партньори. Основните цели на СОТ са подпомагане на устойчивото развитие на туризма, популяризирането му като движещ фактор за икономически растеж и устойчиво развитие, и намаляване на негативното му влияние. Насърчава се прилагането на Глобалния етичен кодекс, образование и обучение в областта на туризма, като по този начин туризмът става част от инструментариума за постигане на „Целите на хилядолетието“ на ООН.

## Структура
Генерална асамблея – това е върховният орган на СОТ. Провежда се на всеки 2 години, за да приеме бюджета и работната програма, както и да обсъди и приеме решения по въпросите от основно значение за туристическия сектор. Всяка четвърта година избира Генерален секретар. В Генералната асамблея участват пълноправните и асоциирани членове, докато партньорите са само наблюдатели.
Регионални комисии – те са 6 на брой: Африка, Америка, Източна Азия и Тихоокеански регион, Европа, Близък изток и Южна Азия. Комисиите заседават минимум веднъж годишно и в тях участват пълноправните и асоциирани членове, а партньорите са със статут на наблюдатели.
Секретариатът се оглавява от Генералния секретар на СОТ– Талеб Рифай (Йордания) и отговаря за изпълняването на програмата и целите на организацията. Официалните езици на СОТ са английски, испански, арабски, френски и руски.
Изпълнителен Съвет на СОТ – оперативен управляващ орган, съставен от 31 члена с мандат от 4 години. Половината от състава му се подновява на всяка Генерална асамблея. Изпълнителният съвет провежда своите заседания минимум два пъти годишно, като те се ръководят от председател и двама заместник-председателя. Спомагателни органи към Изпълнителния съвет са комитетите.
Комитети – съветват за управлението и програмата на СОТ в следните области: бюджет и финанси, статистика, маркетинг, борба с бедността.